# Terebra succinea
Terebra succinea é uma espécie de gastrópode do gênero Terebra, pertencente a família Terebridae.